# Deesa
Deesa är en stad i delstaten Gujarat i västra Indien, och tillhör distriktet Banaskantha. Folkmängden uppgick till 111 160 invånare vid folkräkningen 2011.